# Charlotte Bobcats 2012-2013
La stagione 2012-13 dei Charlotte Bobcats fu la 23ª nella NBA per la franchigia.
I Charlotte Bobcats arrivarono quarti nella Southeast Division della Eastern Conference con un record di 21-61, non qualificandosi per i play-off.

## Roster
| N° | Naz.                    | Ruolo | Sportivo               | Anno | Alt. | Peso |
| -- | ----------------------- | ----- | ---------------------- | ---- | ---- | ---- |
| 0  | RD del Congo (bandiera) | A     | Bismack Biyombo        | 1992 | 206  | 104  |
| 2  | Senegal (bandiera)      | C     | DeSagana Diop          | 1982 | 213  | 136  |
| 4  | Stati Uniti (bandiera)  | A     | Jeff Adrien            | 1986 | 201  | 110  |
| 5  | Stati Uniti (bandiera)  | G     | Jannero Pargo          | 1979 | 185  | 79   |
| 7  | Stati Uniti (bandiera)  | G     | Ramon Sessions         | 1986 | 191  | 86   |
| 8  | Regno Unito (bandiera)  | G     | Ben Gordon             | 1983 | 191  | 91   |
| 9  | Stati Uniti (bandiera)  | G     | Gerald Henderson       | 1987 | 196  | 98   |
| 11 | Stati Uniti (bandiera)  | G     | Cory Higgins           | 1989 | 196  | 82   |
| 11 | Stati Uniti (bandiera)  | AC    | Josh McRoberts         | 1987 | 208  | 109  |
| 12 | Stati Uniti (bandiera)  | A     | Tyrus Thomas           | 1986 | 206  | 98   |
| 13 | Stati Uniti (bandiera)  | G     | Matt Carroll           | 1980 | 198  | 96   |
| 14 | Stati Uniti (bandiera)  | A     | Michael Kidd-Gilchrist | 1993 | 201  | 105  |
| 15 | Stati Uniti (bandiera)  | G     | Kemba Walker           | 1990 | 185  | 78   |
| 21 | Stati Uniti (bandiera)  | A     | Hakim Warrick          | 1982 | 206  | 99   |
| 22 | Stati Uniti (bandiera)  | C     | B.J. Mullens           | 1989 | 213  | 125  |
| 33 | Stati Uniti (bandiera)  | C     | Brendan Haywood        | 1979 | 213  | 122  |
| 44 | Svezia (bandiera)       | A     | Jeff Taylor            | 1989 | 201  | 102  |
| 55 | Stati Uniti (bandiera)  | C     | Reggie Williams        | 1986 | 198  | 95   |

## Staff tecnico
- Allenatore: Mike Dunlap
- Vice-allenatori: Brian Winters, Rick Brunson, Stephen Silas, Dan Leibovitz
- Preparatore fisico: Matthew Friia
- Preparatore atletico: Steve Stricker
- Assistente preparatore atletico: Dennis Williams